# Siargao
Siargao est une île de la mer des Philippines,  située dans la province de Surigao du Nord aux Philippines, au nord-est de Mindanao et à 196 km au sud-est de Tacloban.
Sa superficie est de 437 km2. En 2024, sa population est de 210 000 habitants. C'est une destination touristique, prisée en particulier pour la pratique du surf.

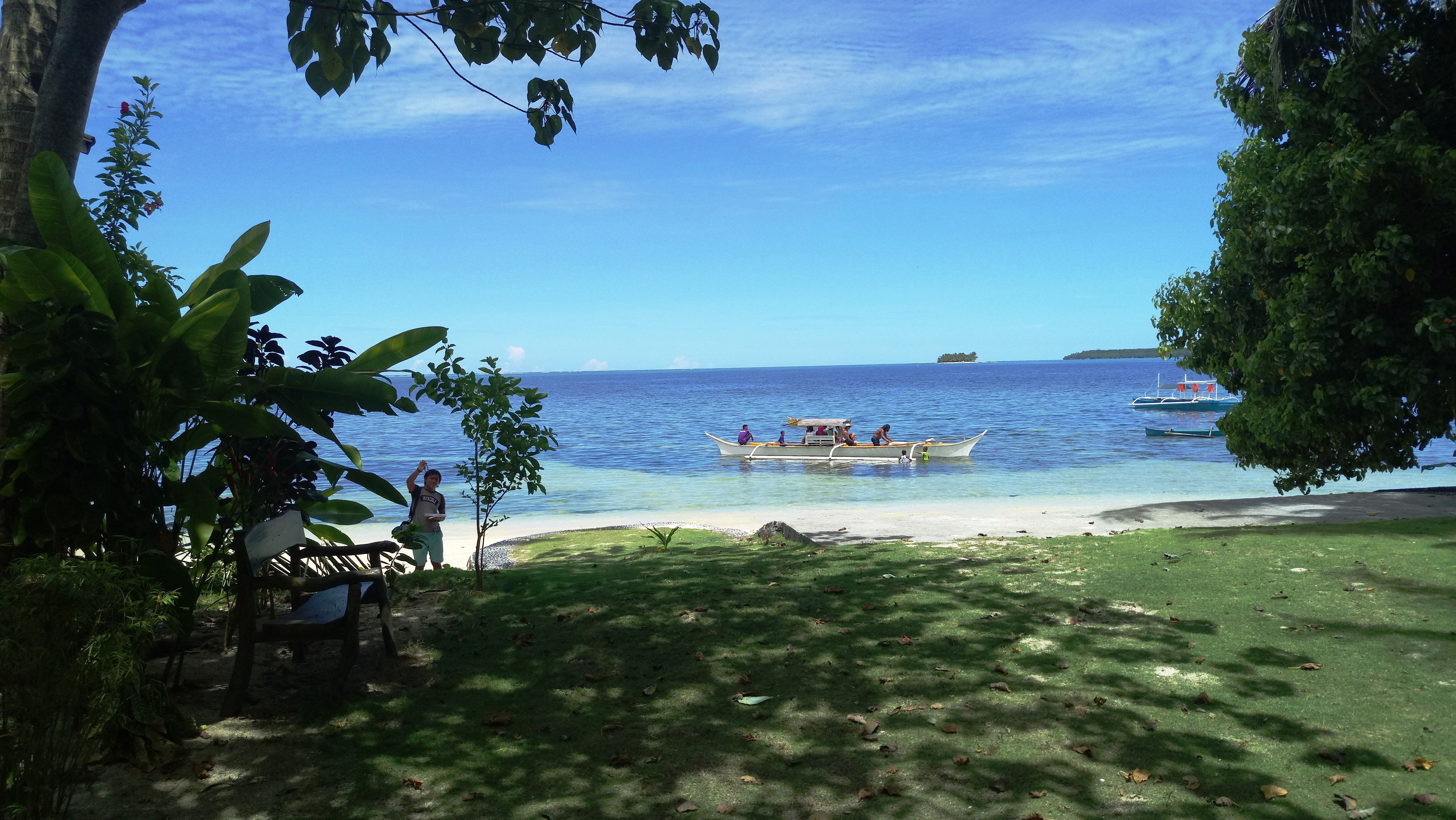
Plage de Siargao

L'île de Siargao a été explorée au XVIe siècle par l'espagnol Bernardo de la Torre.
Elle a été exploitée pour sa grande forêt de cocotiers. Un belvédère situé sur la route entre les barangays de Dapa et de General Luna la surplombe et permet d'en apprécier l'étendue.

## Étymologie
Le nom de l'île Siargao vient du terme « siargaw » ou « saliargaw », le nom en langue locale visayan de l'espèce Premna odorata (en) spécifique à la mangrove de cette île.
La première mention de l'île par des européens est faite par le navigateur Bernardo de la Torre en 1543 lors de son expédition de retour de Sarangani vers la Nouvelle-Espagne à bord du San Juan de Letrán. Il baptise l'île « Isla de las Palmas » à cause de ses nombreux cocotiers.

## Protection et développement
Le groupe insulaire de Siargao a été un des premiers sites des Philippines à bénéficier d'une protection. Depuis 1996, le Siargao Islands Protected Landscapes and Seascapes (SIPLAS) inclut 9 communes et 48 îles, dont Siargao et Bucas Grande. 76% des espaces protégés sont des zones marines, faisant de la protection des ressources côtières une priorité.
Siargao et ses îles possèdent une flore et une faune marines, terrestres et de zones humides dont une grande partie est spécifique à ces territoires.
L'altitude maximum de l'ensemble du site protégé est de 300 mètres seulement. Une élévation du niveau de l'Océan de 0,5 mètres entraînerait la submersion d'un tiers des zones habitées et submergerait 80% de la mangrove.  
Pendant des décennies, la zone de mangroves de Del Carmen, sur la côte ouest de Siargao, un écosystème lacustre, a été dévasté par des méthodes de pêche destructrices comme la pêche à la dynamite et par la déforestation illégale effectuée par les habitants pour la fabrication de charbon de bois et l'alimentation en combustible de fours. 
En 2011, la municipalité de Del Carmen met en place un programme de formation pour les locaux et de développement d’un écotourisme solidaire. La sensibilisation et la formation des habitants se fait dans des conditions parfois difficiles avec des menaces et des attaques des pêcheurs à la dynamite.
Des centaines de pêcheurs illégaux choisissent cependant de devenir guides touristiques, une activité légale pour laquelle ils sont formés et mieux payés. Pilotes de bateaux, assistants et guides sont formés à l'écologie des mangroves et organisent des centaines d'excursions écotouristiques chaque jour.
En 12 ans, la réserve de mangroves de Del Carmen est passée de 4 200 hectares en 2012 à plus de 4 800 hectares. 
En décembre 2021, le supertyphon Odette, la tempête tropicale appelé typhon Rai, s'abat sur les Philippines, occasionnant des destructions importantes sur les îles de Siargao, Dinagat et Mindanao. La partie ouest de l'île de Siargao, protégée par le bouclier naturel de la mangrove, est moins touchée que le nord de l'île. Les forêts de mangroves ont protégé les maisons des grandes vagues, occasionnant ainsi moins de décès et de dégâts.
En août 2024, la réserve est officiellement reconnue par la Convention de Ramsar comme zone humide d’importance internationale.

## Surf, le Cloud 9
L'île de Siargao, située au sud de l'archipel philippin, reçoit les houles cycloniques de la mousson, mais sans les vents associés de nord-est. Entre septembre octobre, les vents de terre (offshore) procurent toute la journée des conditions de surf remarquables.  
Vers la mi-novembre, les vents de nord-est s'installent et la façade orientale de Siargao subit les vents de mer (onshore).
Le Cloud 9, le spot de surf le plus connu des Philippines, se situe à Siargao, au sud-est de l’ile, en face de Tuason Point à trois kilomètres de General Luna.
Ce reef-break, destiné à des surfeurs expérimentés car le récif est peu profond et très coupant, accueille régulièrement des compétitions de la World Surf League.
Le spot a été exploré pour la première fois dans les années 1980 par Steve Jones and Tony Arroza qui lui auraient donné le nom de « Jacking Horse ». En décembre 1988, le surfeur mythique Mike Boyum y installe son camp pendant quelques mois sous le nom de « Max Walker » et y meurt d'un jeûne trop strict. Son corps est découvert le 14 juin 1989 sur les lieux. 
En 1992, Surfer Magazine (en) envoie le photographe John Callahan et les surfeurs Taylor Knox and Evan Slater aux Philippines. La vague de Tuason Point fait la couverture du magazine, révélant ce spot au monde. Ils lui donnent le nom de Cloud 9, en référence à une barre chocolatée philippine disponible sur place et qui constituait un de leurs apports en glucides pour leurs journées de surf. En anglais, Cloud Nine signifie 7ème ciel.
La vague est réputée être une droite parfaite, d'une tubulure irréprochable, et peut tenir jusqu'à 4 mètres, mais elle est assez technique et souvent encombrée et demande de la patience et de la détermination.
Un échafaudage de bois relié à la plage par un ponton permet d'observer les vagues sur le belvédère.
Une douzaine de spots de surf de difficultés diverses sont accessibles sur l'île de Siargao.
La World Surf League est une des premières fédérations sportives internationales à donner, depuis 2019, des prix monétaires de valeurs égales aux athlètes femmes et hommes.
Les surfeuses Ikit Agudo et Aping Agudo, deux sœurs natives de Siargao, ont participé à plusieurs compétitions et gagné des prix dans un monde du surf généralement dominé par les hommes,.